# Залозецький-Сас Володимир Сергій
Володи́мир Сергі́й Залозе́цький-гербу Сас (28 липня 1884, Чернівці — 13 липня 1965, Іспер, Нижня Австрія) — український (буковинський) політик, громадський діяч, дипломат, мистецтвознавець, меценат. Діяч ЗУНР.
Син Володимира Залозецького.

## Життєпис

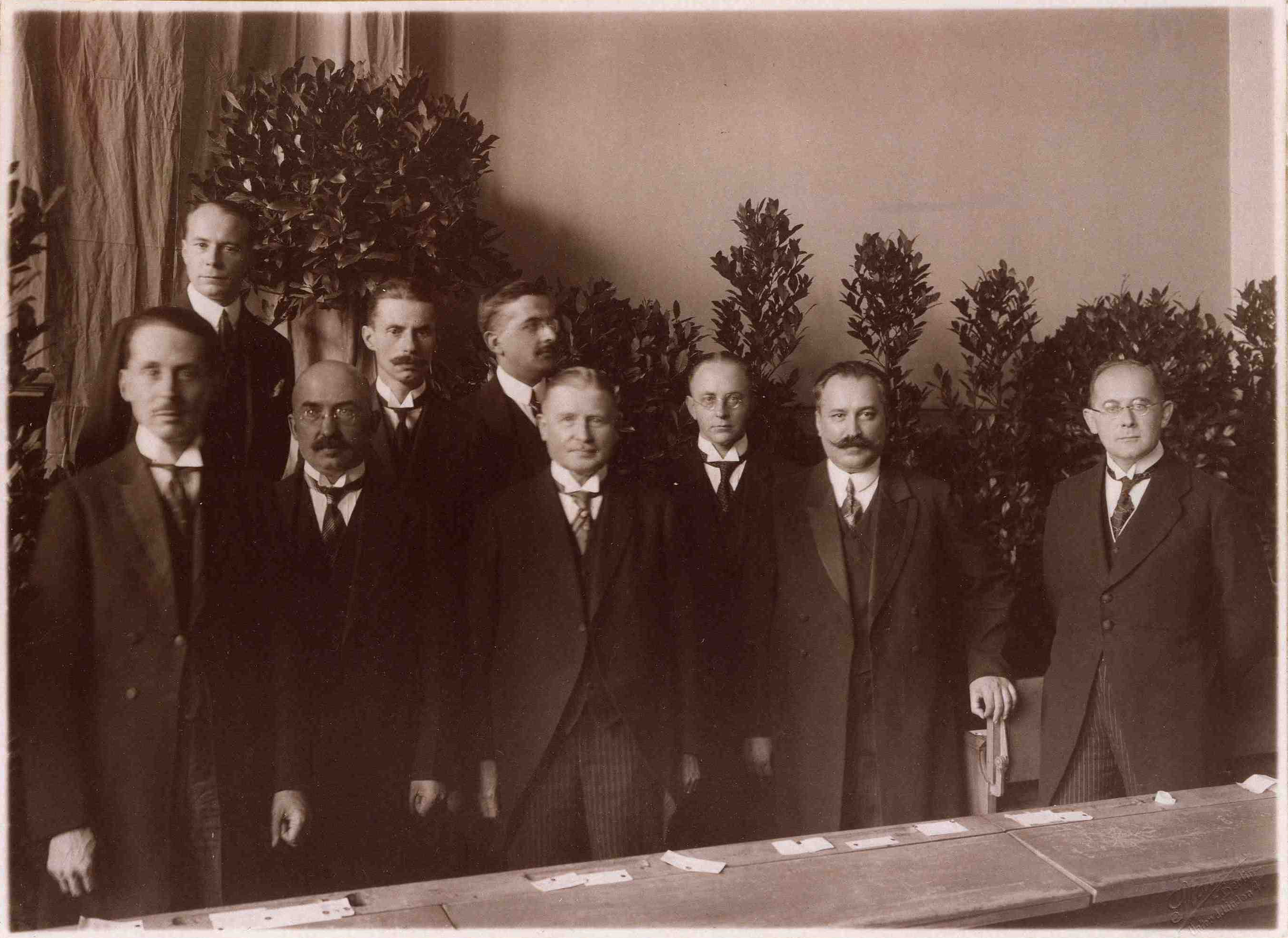
Члени-засновники та професори Українського наукового інституту в Берліні. 1-й ряд (зліва направо): Володимир Коростовець, Олександр Скоропис-Йолтуховський, ген. Вільгельм Ґренер, Васмерг, Дмитро Дорошенко, Келлєр; 2-й ряд: Володимир Залозецький-Сас, В'ячеслав Липинський, Іван Мірчук, 1927 рік

Народився в батьківському будинку на вулиці Руській (нім. Russische Gasse), 15 у Чернівцях, у родині авторитетного місцевого лікаря-хірурга, представника руської шляхти Володимира Залозецького.
Разом з братами Олексієм і Романом та сестрою Вірою дістав престижне хатнє виховання. Діти мали гувернанток — англійку та французку, відповідно, перфектно володіли французькою й англійською. Української мови їх навчали доктор Лев Єх (згодом заступник земського президента Підкарпатської Русі), директор Вижницької гімназії Микола Ісопенко й інші.
Своє ставлення до рідної мови В.-С.Залозецький згодом висловив так:
«Мій дід, український священик, писав вдома лише по-польськи, мій батько вже не дозволяв собі як українцю писати польською мовою, я не смію як українець вже писати іншою мовою, ніж українська».
Закінчивши Чернівецьку гімназію, здобув докторат з права у Чернівецькому університеті. Продовжив вдосконалення своєї освіти у Відні, Мюнхені, Парижі, Флоренції. Захистив дисертацію з мистецтвознавства, здобув ступінь доктора філософії Віденського університету. Працював на австрійській державній службі у сфері охорони історико-мистецьких пам'яток.
1914 — з початком першої світової війни був мобілізований до австрійського війська, служив в уланах. Потрапив до російського полону, після втечі з якого переховувався у Києві, де дочекався Лютневої революції 1917 року. Відтак був призначений лектором німецької та французької мов в університеті Святого Володимира.
1918 — повернувся до служби в австрійській армії, служив під командою Вільгельма Габсбурґа (Василя Вишиваного).
25 жовтня 1918 — обраний заступником голови Українського Крайового Комітету Буковини.
3 листопада — в українському уряді Буковини очолив дирекцію скарбу (фінансів), відтак став віцепрезидентом краю. У цій ролі 11 листопада 1918 року публічно висловив офіційний протест проти окупації Буковини представникам румунської окупаційної влади. Ввечері того ж дня був заарештований і ув'язнений.
1919 — радник посольства ЗУНР у Відні, відтак радник посольства УНР у Берні, потім повірений УНР у Швейцарії.
На початку 1920-х років повернувся з дружиною Антонією і сином Володимиром до Чернівців, тривалий час мешкав у місті як громадянин УНР, яку Румунія офіційно визнавала.
1927 — став одним із засновників Української Національної Партії Буковини, був її президентом. Обирався сенатором парламенту Румунії, згодом був у ньому єдиним українським депутатом.
Брав активну участь у діяльності Міжнародного Конгресу Національних Меншин, був обраний його президентом. У цій ролі у липні 1937 року виступив у Палаті громад британського парламенту, зокрема, порушив питання Голодомору, влаштованого більшовиками в УСРР.
У міжвоєнний період мешкав у Чернівцях на вулиці Янку Флондора, 31. Також мав маєток на горі Цицино (на околицях міста).
У 1940—1941, після встановлення на Буковині радянської влади, жив у Бухаресті, а в 1941-1944 — знов у Чернівцях.
Після 1944 оселився у Відні. Був одним із засновників і першим головою товариств «Спілка Українців у Австрії» та «Буковина», які існують донині.
Постать В.-С. Залозецького з'являється на сторінках роману Василя Кожелянка «Срібний павук».

## Творча, наукова та викладацька діяльність
1924 — запрошений на посаду професора історії мистецтва у новозаснованій Чернівецькій консерваторії (нині це Чернівецьке училище мистецтв імені Сидора Воробкевича).
Заснував у Чернівцях «Український музей народовідання» (1927-1940), «Гуцульський музей», проводив археологічні розкопки, виступав на міжнародних конгресах з доповідями на теми українського народного мистецтва, протягом 6 років на пропозицію міністерства освіти Румунії періодично виступав із доповідями на вчительських конференціях.
Автор наукових праць: Künstler oder Kunshistoriker (1924), Die Ostereier der ukrainischen Hutzulen (1942).
1929 — спільно з архітектором Й. Легнером розробив проєкт перебудови греко-католицької церкви у Чернівцях, реалізований у 1930—1936 роках. До невеликої церкви у стилі ампір було прибудовано просторий храм у стилі українського бароко.
На початку 1930-х років заходами В.-С. Залозецького біля підніжжя гори Цецино було встановлено різьблену гуцульську хату та таку саму браму, які мали започаткувати музей гуцульського мистецтва. Під час війни будинки на Цецинській горі згоріли, за винятком дерев'яної вхідної брами, яка нині входить до експозиції Чернівецького обласного музею народної архітектури та побуту.
Був засновником видавничої спілки «Час».
Був піонером лещетарства (лижного спорту) на Буковині.
Після 1944 викладав історію мистецтва у Віденському університеті, працював у Музеї народознавства, брав участь у розкопках у соборі Святого Стефана, пошкодженому під час війни, був членом організації «Віденський Сецесіон», заснував власний ляльковий театр (виступав в Австрії, Німеччині, Бельгії з власними спектаклями для маріонеток, з поширенням телебачення виступав із ляльковими спектаклями на телеканалах Австрії та Німеччини).